# Victoraș Iacob
Victoraș Iacob (Râmnicu Vâlcea, 14 ottobre 1980) è un ex calciatore rumeno, di ruolo attaccante.

## Carriera
Cresciuto calcisticamente nel CSM Ramnicu-Valcea esordisce in Divizia A, nel campionato 1999/2000 con il Rocar Bucarest, dove rimarrà due anni per poi essere acquistato dall'Universitatea Craiova. Si impone come attaccante possente ma la sua media gol sarà massimo di 4 nel 2002/2003 con il National.
Nell'estate di quell'anno avviene la svolta: passa all'Otelul Galati dove in metà campionato realizza ben 7 gol. Questo suscita l'interesse del Rapid Bucarest che lo acquista, utilizzandolo però solo 5 volte e a fine campionato ritornerà all'Otelul Galati. Qui esplode del tutto realizzando 13 reti che gli varranno la chiamata alla Steaua Bucarest.
La prima stagione con i ros-albastri in campionato gli frutta solo 5 gol ma in Coppa UEFA risulterà il capocannoniere della squadra con 6 gol in 11 partite. Nella stagione successiva subisce però un infortunio che lo tiene fermo molto tempo, ma al suo rientro nel girone di ritorno fa sentire il suo apporto realizzando 6 gol in 16 partite.
Nel campionato rumeno vanta 157 partite e 42 gol.
Nel febbraio 2009, dopo la rescissione del contratto col Kaiserslautern, firma un contratto con il CS Otopeni. Qui ha un ottimo finale di stagione dove riesce a siglare 5 gol in 7 partite, ma la squadra retrocede e lui decide di accasarsi ai greci dell'Iraklis Salonicco, voluto dal suo ex allenatore nello Steaua Oleg Protasov, dove trova anche il suo ex compagno Nicolae Dică riformando la coppia d'attacco che nel 2006 permise allo Steaua il raggiungimento della Semifinale di Coppa UEFA.
Segnò il suo primo gol con i greci nella seconda giornata di Campionato nel derby contro l'Aris Salonicco.

## Palmarès
- Campionato rumeno: 1

Steaua Bucarest: 2005-2006